# Keith Lee
Keith Lee (n. 8 noiembrie 1984, Wichita Falls⁠(d), Texas, SUA) este un wrestler profesionist american, care este în prezent semnat cu All Elite Wrestling (AEW). Se află într-o pauză din cauza unei accidentări nedivulgate. Este cunoscut și pentru perioada petrecută în WWE și Ring of Honor (ROH), precum și în circuitul independent, în promoții precum Evolve, All American Wrestling (AAW) și Pro Wrestling Guerrilla (PWG), unde a deținut PWG World Championship. 

Lee a semnat cu WWE în mai 2018 și a fost repartizat la brandul de dezvoltare NXT, unde a câștigat NXT Championship și NXT North-American Championship și a devenit prima persoană care a deținut ambele titluri simultan. Lee a început să apară pe brandul Raw în august 2020, unde i-a înfruntat pe AJ Styles și Drew McIntyre în meciuri pentru WWE Championship. Lee a părăsit WWE în noiembrie 2021, debutând în AEW în februarie anul următor și câștigând AEW World Tag Team Championships mai târziu în acel an.

## Cariera in wrestling

### Inceputul carierei (2005–2015)
Lee a fost antrenat de Tim Brooks și a debutat pe circuitul independent în 2005 sub numele de ring „Kevin Paine”. În 2008, a început să lupte sub numele său de naștere. În primii 10 ani ai carierei sale, Lee a luptat aproape exclusiv în statul său natal, Texas, apărând cu promovări precum Professional Championship Wrestling (Arlington); Xtreme Championship Wrestling (Denton); North American Wrestling Allegiance (Waxahachie); Metroplex Wrestling (Bedford); și River City Wrestling (San Antonio). În acest timp, Lee a câștigat centura North American Wrestling Allegiance Tag Team cu Li Fang și centura Xtreme Championship Wrestling Heavyweight Championship și TNT Championship. Începând cu 2015, Lee a început să lupte mai des în afara Texasului.

### Ring of Honor (2015–2017)
În 2015, Lee a început să facă apariții în Ring of Honor cu Shane Taylor, autointitulându-se „Pretty Boy Killers” (PBK). Pe 27 august 2016, în timpul Field of Honor, PBK a participat la un meci de echipă pentru ROH World Tag Team Championship, dar meciul a fost câștigat de The Addiction. La All Star Extravaganza VIII, PBK s-a luptat împotriva The All Night Express, War Machine și a echipei lui Colt Cabana și Dalton Castle într-un meci Four Corner Survival pentru a determina candidatul numărul unu pentru ROH World Tag Team Championship, într-pierzand. În ianuarie 2017, Taylor a anunțat că a semnat primul său contract cu Ring of Honor. La un spectacol din 14 ianuarie în Atlanta, PBK a intrat într-orivalitate cu Briscoe Brothers când Lee și Taylor l-au atacat  pe Jay Briscoe de o masă. În mod surprinzător, a doua zi, Lee a anunțat că părăsește ROH. Pe 3 februarie 2017, ei s-au confruntat cu The Briscoes, unde meciul s-a încheiat fără competiție. Aceasta a fost ultima apariție a lui Lee în ROH până în 2022.

### Evolve(2017–2018)
Lee a semnat cu Evolve în ianuarie 2017 și și-a făcut debutul la Evolve 76, pierzând în fața lui Chris Hero. Și-a revenit pe 24 februarie la Evolve 78, învingându-l pe Zack Sabre Jr. În noaptea următoare, la Evolve 79, a învins-o pe Tracy Williams. Lee a primit prima sa oportunitate de campionat la Evolve 87 pe 25 iunie, când l-a provocat fără succes pe Matt Riddle pentru centura WWN. Pe 14 octombrie, la Evolve 94, Lee l-a învins pe Riddle pentru a câștiga centura WWN. Pe 6 aprilie 2018, la Evolve 103, a pierdut titlul în fața lui Austin Theory.

### Pro Wrestling Guerrilla (2017–2018)
Lee și-a făcut debutul Pro Wrestling Guerrilla (PWG) pe 18 martie 2017, la evenimentul Nice Boys (Don't Play Rock N' Roll), concurând într-un meci triple threat împotriva lui Brian Cage și Sami Callihan, câștigat de Cage. La evenimentul Game Over, Man, a pierdut în fața lui Jeff Cobb. Pe 19 mai la Head Like A Cole, a câștigat primul său meci în PWG, învingându-l pe Trevor Lee. A urmat acest lucru învingându-i pe Lio Rush și Trent la Pushin Forward Back pe 7 iulie. În septembrie, Lee a ajuns în finala Battle Of Los Angeles  2017, unde a fost învins de Ricochet. Meciul lui Lee din sferturile de finală împotriva lui Donovan Dijak a primit un rating de cinci stele de către Dave Meltzer. La evenimentul Time Is a Flat Circle din 23 martie 2018, Lee l-a învins pe Chuck Taylor pentru a deveni campion mondial PWG. Pe 21 aprilie la All Star Weekend 14, Lee a pierdut titlul în fața lui Walter într-un meci cu trei, în care a fost implicat și Jonah Rock.

### WWE (2018–2021)

#### Debut in NXT (2018–2019)
Înainte de a semna oficial cu WWE, Lee a primit o probă în 2008, deși acest lucru nu a dus la angajarea lui. A apărut ca figurant în episodul din 30 martie 2009 din Raw, jucând rolul unui agent de securitate. Pe 5 aprilie 2018, în timpul weekendului WrestleMania Axxess, Lee a făcut o apariție pentru NXT, învingându-l pe Kassius Ohno. Pe 1 mai, a fost anunțat că Lee a semnat un contract cu WWE. Lee a apărut la NXT TakeOver: Chicago II pe 16 iunie. În episodul NXT din 8 august, Lee și-a făcut debutul televizat în ring pentru WWE, învingându-l pe Marcel Barthel. Pe tot restul anului 2018, Lee a luptat sporadic pe NXT, învingând oameni ca Luke Menzies, Kona Reeves, dar pierzând în fața lui Lars Sullivan.
Pe 7 martie 2019, Lee a suferit o accidentare nedezvăluită. Accidentul a dus la încheierea  a rivalitatii sale planificate cu Dominik Dijakovic, cu care trebuia să se confrunte în următoarele două luni. Lee a revenit la acțiune pe 18 aprilie, la un show house din Lakeland, Florida. Pe 1 noiembrie, Lee a fost printre luptătorii NXT care au invadat episodul din acea noapte din SmackDown. La NXT TakeOver: WarGames pe 23 noiembrie, Lee a fost inclus în echipa lui Tommaso Ciampa în timp ce a învins The Undisputed Era (Adam Cole, Bobby Fish, Kyle O'Reilly și Roderick Strong) într-un meci WarGames. În noaptea următoare, el a făcut parte din Team NXT la Survivor Series pay-per-view, unde s-au confruntat cu Team SmackDown și Team Raw într-un meci Survivor Series 5-la-5-la-5, pe care Team SmackDown l-a câștigat, chiar și deși a fost ultimul concurent pentru Team NXT care a fost eliminat de Roman Reigns de la SmackDown.

#### Titluri si plecare(2020–2021)
În episodul NXT din 8 ianuarie 2020, Lee a câștigat un meci fatal cu patru părți împotriva lui Cameron Grimes, Damian Priest și Dominik Dijakovic pentru a deveni candidatul numărul unu la centura Nord-American NXT și l-a învins pe Roderick Strong în episodul din 22 ianuarie. de NXT pentru a câștiga centura. Pe 26 ianuarie, Lee a participat la meciul Royal Rumble la Royal Rumble pay-per-view, dar a fost eliminat de campionul WWE Brock Lesnar. Lee și-a apărat apoi cu succes titlul împotriva lui Dominik Dijakovic la NXT TakeOver: Portland și Johnny Gargano la TakeOver: In Your House. În timpul celei de-a doua nopți din The Great American Bash din 8 iulie, Lee l-a învins pe Adam Cole pentru a câștiga centura NXT, devenind un dublu campion și prima persoană care a deținut simultan NXT și centura Nord-American. În episodul NXT din 22 iulie, Lee a renunțat în mod voluntar la centura nord-american și a început o rivalitate cu Karrion Kross pentru centura NXT. La NXT TakeOver XXX pe 22 august, Lee a pierdut centura NXT în fața lui Kross în ceea ce avea să fie ultimul său meci în NXT. 
La SummerSlam, a fost anunțat de WWE că Lee se va muta la marca Raw și va face debutul în episodul de a doua zi din Raw. Lee și-a făcut debutul în lista principală în episodul din 24 august din Raw, unde s-a confruntat cu Randy Orton și a pierdut prin descalificare datorită interventiei campionului WWE, Drew McIntyre. O revanșă între Lee și Orton a fost făcută pentru Payback pay-per-view, în care Lee a câștigat. La Survivor Series pe 22 noiembrie, Lee a făcut parte din Team Raw, în timp ce a făcut echipă cu Braun Strowman, AJ Styles, Riddle și Sheamus pentru a învinge Team Smackdown (Jey Uso, Kevin Owens, Seth Rollins, King Corbin și Otis).
Lee va intra în competiție pentru Centura WWE, participând la un meci triple threat, în care câștigătorul va primi un meci pentru centura WWE la TLC, dar a pierdut împotriva AJ Styles. În episodul Raw din 4 ianuarie 2021, Lee l-a înfruntat fără succes pe Drew McIntyre pentru centura WWE.
Luna următoare, Lee trebuia să îi înfrunte pe Riddle și Bobby Lashley pentru centura Statelor Unite la evenimentul Elimination Chamber, dar a fost scos din eveniment din cauza unei accidentări.
Lee a lipsit timp de cinci luni din cauza unui diagnostic de COVID-19, urmat de inflamația inimii. S-a întors în episodul din 19 iulie din Raw, acceptând meciul deschis de provocare deschis al campionului WWE Bobby Lashley, dar a fost învins. În lunile următoare, Lee a început să lucreze ca Keith „Bearcat” Lee sau Bearcat Lee (un omagiu adus lui Bearcat Wright) ca parte a unei schimbări de gimmick, dar pe 4 noiembrie, Lee a fost eliberat din contractul său WWE

### All Elite Wrestling / Ring of Honor (2022–prezent)
În episodul din 9 februarie 2022 din AEW Dynamite, Lee și-a făcut debutul surpriză pentru All Elite Wrestling (AEW) învingându-l pe Isiah Kassidy pentru a se califica pentru meciul de scară „Face of the Revolution” la Revolution, care va fi câștigat în cele din urmă de Wardlow. Mai târziu în acea lună, Lee avea să formeze o alianță cu Swerve Strickland când Swerve i-a venit în ajutor după ce a fost atacat de echipa Taz (Powerhouse Hobbs și Ricky Starks). Cei doi aveau să înceapă să facă echipă, autodenumit „Swerve in Our Glory”. La Dynamite: Fyter Fest Night 1, pe 13 iulie, Swerve In Our Glory i-a învins pe campionii The Young Bucks și Team Taz într-un meci de echipe Triple or Nothing pentru a câștiga Campionatul Mondial pe echipe AEW. Ei si-au aparat titlurile împotriva unor oameni precum The Lucha Brothers și Gunn Club (Colten & Austin Gunn). Apoi aveau să intre într-o serie de trei meciuri cu The Acclaimed. 

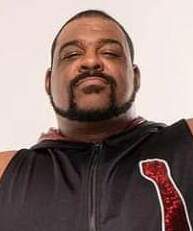
Keith Lee & Swerve AEW Tag Team Champs

(Max Caster și Anthony Bowens), învingându-i la All Out, pierzând titlurile în fața lor într-o revanșă la Dynamite: Grand Slam și pierzând încă o dată în fața lor la Full Gear. L-a pălmuit pe Lee când Lee a refuzat să folosească un clește ca armă, făcându-l pe Lee să iasă din meci. În decembrie 2022, Lee s-a întors în ROH pentru prima dată în cinci ani la Final Battle, în timp ce Swerve In Our Glory l-a învins pe Shane Taylor Promotions (Shane Taylor și JD Griffey). La ediția din 21 decembrie din Dynamite, Strickland a format o noua factiune, Mogul Affiliates, cu Parker Boudreaux, Granden Goetzman și faimosul rapper Rick Ross. Strickland, Boudreaux și Goetzman l-au atacat cu toții pe Lee, punând capăt efectiv echipei Swerve In Our Glory, așezându-l pe scara , Strickland facand mișcarea de final Swerve Stomp.
1. ↑  Rose, Bryan (5 februarie 2022). „Keith Lee and Mia Yim get married”. Wrestling Observer Newsletter. Accesat în 9 februarie 2022.
2. 1 2 3 4 5  „Keith Lee”. Cagematch. Accesat în 31 decembrie 2023.
3. 1 2 3  „Keith Lee”. WWE (în engleză). Accesat în 5 aprilie 2019.